# Kreuzberg (Wipperfürth)
Kreuzberg ist ein Ortsteil und eines der sieben Kirchdörfer von Wipperfürth im Oberbergischen Kreis im Regierungsbezirk Köln in Nordrhein-Westfalen (Deutschland).
Es ist mit 1.899 Einwohnern neben Kupferberg der größte Ort der Stadt außerhalb des Stadtzentrums.
Der Ort liegt ca. 6,5 km vom Stadtzentrum Wipperfürths entfernt.

## Ortsteil Kreuzberg
Der Ortsteil Kreuzberg umfasst folgende Orte:
Biesenbach – Dörpinghausen – Engsfeld – Erlen – Forste – Hackenberg – Halkenberg – Hammer – Hinterwurth – Hohl – Hönnige – Hungerberg – Kupferberg – Neuenhaus – Niederengsfeld – Niederscheveling – Oberscheveling – Ritterlöh – Rote Höhe – Schleise – Vorderwurth – Wasserfuhr

## Geschichte
Der Name stammt von der ersten dort erbauten Kapelle, die den Namen „Mons-Calvariae“ (Zum Creutzberg) trug, ab. Kreuzberg liegt auf einem etwa 350 Meter hohen Höhenrücken zwischen dem oberen Neyetal und dem Hönnigetal. Zu Kreuzberg gehören die Ortschaften Wasserfuhr und Kupferberg. 180 Jahre lang förderte man aus der Grube Danielszug in Kupferberg bis Ende des Zweiten Weltkrieges Kupfererz zutage. Diesem Umstand verdankt die Siedlung auch ihren Namen. Zusammen mit der Ortschaft Kupferberg, ist Kreuzberg bezogen auf die Einwohnerzahl (zirka 2.300 Einwohner) das größte Dorf in Wipperfürth. Im Norden und Osten von Kreuzberg verläuft die Stadtgrenze, die gleichzeitig Kreis- und Regierungsgrenze und Grenze zwischen dem Rheinland und Westfalen ist.
Teil der Dorfstruktur sind die Grundschule mit Turnhalle und der Sportplatz sowie ein kirchlich getragener Kindergarten. Außerdem gehören dazu ein Dorfplatz, das Ehrenmal für die Gefallenen und Vermissten der beiden Weltkriege sowie das ehemalige Liebfrauenkloster aus dem Jahre 1926, das sich wie eine große Villa präsentiert. In den letzten Jahrzehnten wurden in Kreuzberg, aber auch in den Ortsteilen Kupferberg und Rote Höhe, viele gepflegte Ein- und Zweifamilienhäuser gebaut. In Kupferberg wurde 1964 zudem eine evangelische Kirche gebaut.
Kreuzberg wurde im Jahr 2014 zum Golddorf, dem Dorf mit bester Zukunft, gekrönt.

## Kirche St. Johannes Apostel und Evangelist
Im Jahre 1690 wurde Kreuzberg als Missionsstelle von einem Domherrn des Kölner Doms mit dem Namen Mering gegründet. Die Verwaltung erfolgte durch die Franziskaner, die in Wipperfürth ansässig waren. Die katholische Pfarrkirche St. Johannes Apostel und Evangelist wurde erstmals von 1723 bis 1730 errichtet und 1853 zur Pfarrkirche erhoben. 1869 ist das Gebäude abgerissen und von 1867 bis 1869 nach Plänen von Vincenz Statz ein Neubau errichtet worden. Im Jahre 1978 erfolgte eine umfangreiche Restaurierung. In Kreuzberg haben zweimal für eine Nacht die Gebeine der Heiligen Drei Könige geweilt: 1794, als sie vor den anrückenden Franzosen in Sicherheit gebracht wurden und 1803, als man sie wieder nach Köln zurückführte. In der Kirche befindet sich eine Orgel von Heinz Wilbrand aus Übach-Palenberg; sie wurde 1997 eingebaut. Zum Bestand gehören u. a. ein neugotischer Hochaltar von 1869 und ein Beichtstuhl, eine 1836 datierte Sonnenmonstranz und ein Kelch des Kölner Goldschmieds Leo Moldrickx. Kunsthistorisch bedeutend ist eine Kreuzigungsgruppe von 1730, sie dürfte ein Werk des in Köln ansässigen Bildhauers van Helmont sein. Von der ehemals vorhandenen neugotischen Kanzel haben sich lediglich die kleinen Statuetten der Evangelisten und die Jesusfigur erhalten. Bemerkenswert ist die große Anzahl an Skulpturen im Kirchenraum und der Sakristei. Aus der alten Vorgängerkirche stammen eine steinerne Inschriftentafel sowie ein Wappenrelief.

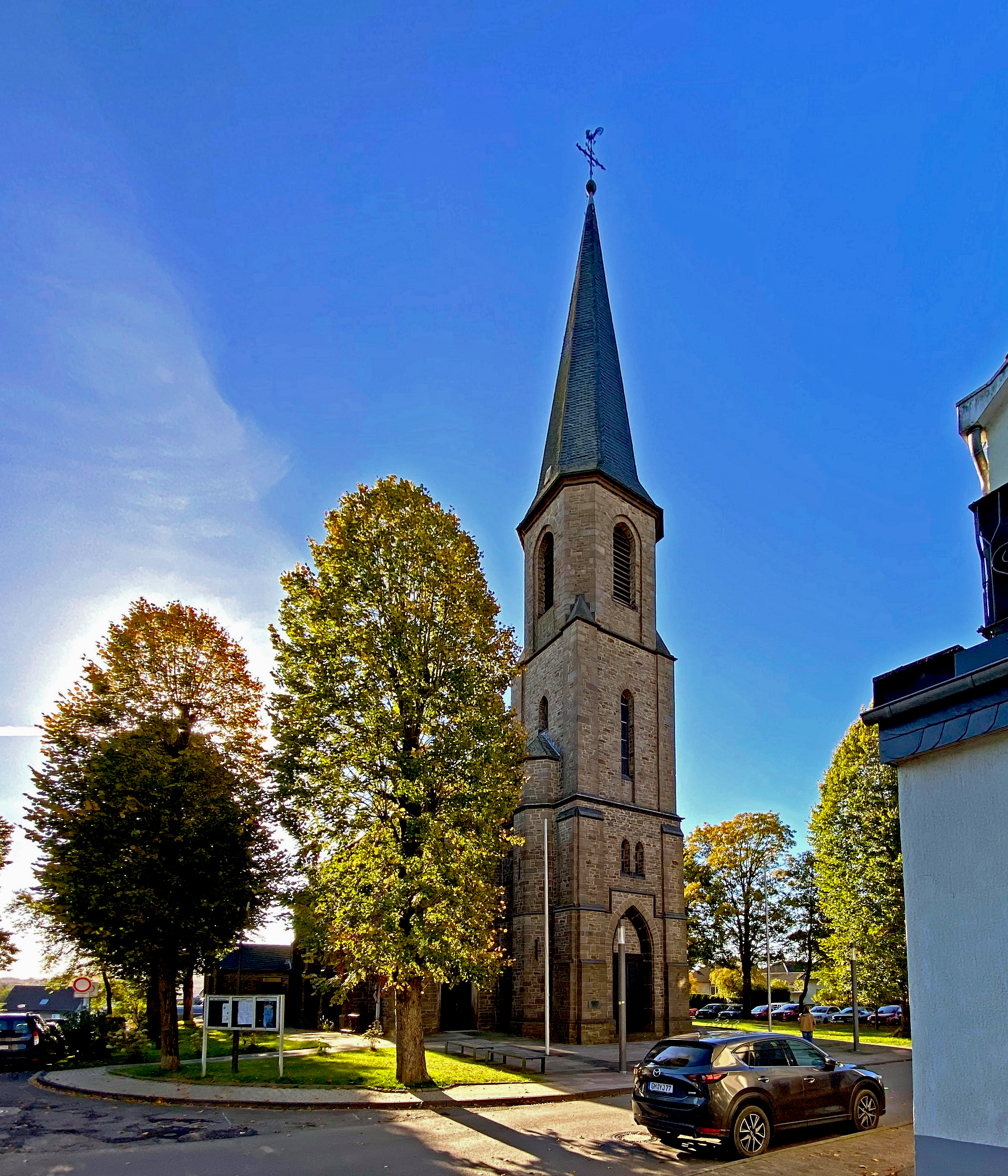
Die katholische Kirche St. Johannes Apostel und Evangelist in Kreuzberg
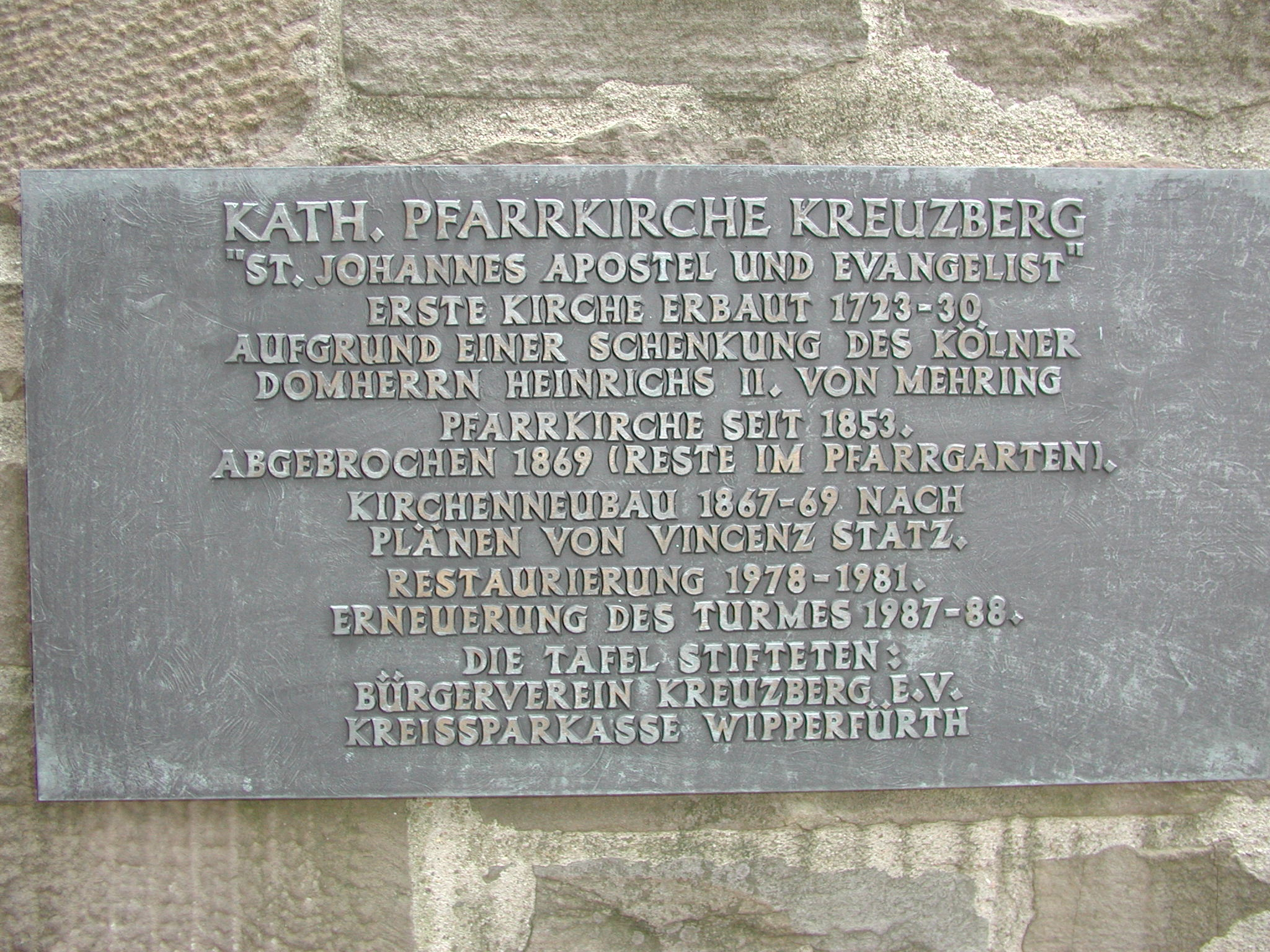
Tafel an der Kirche
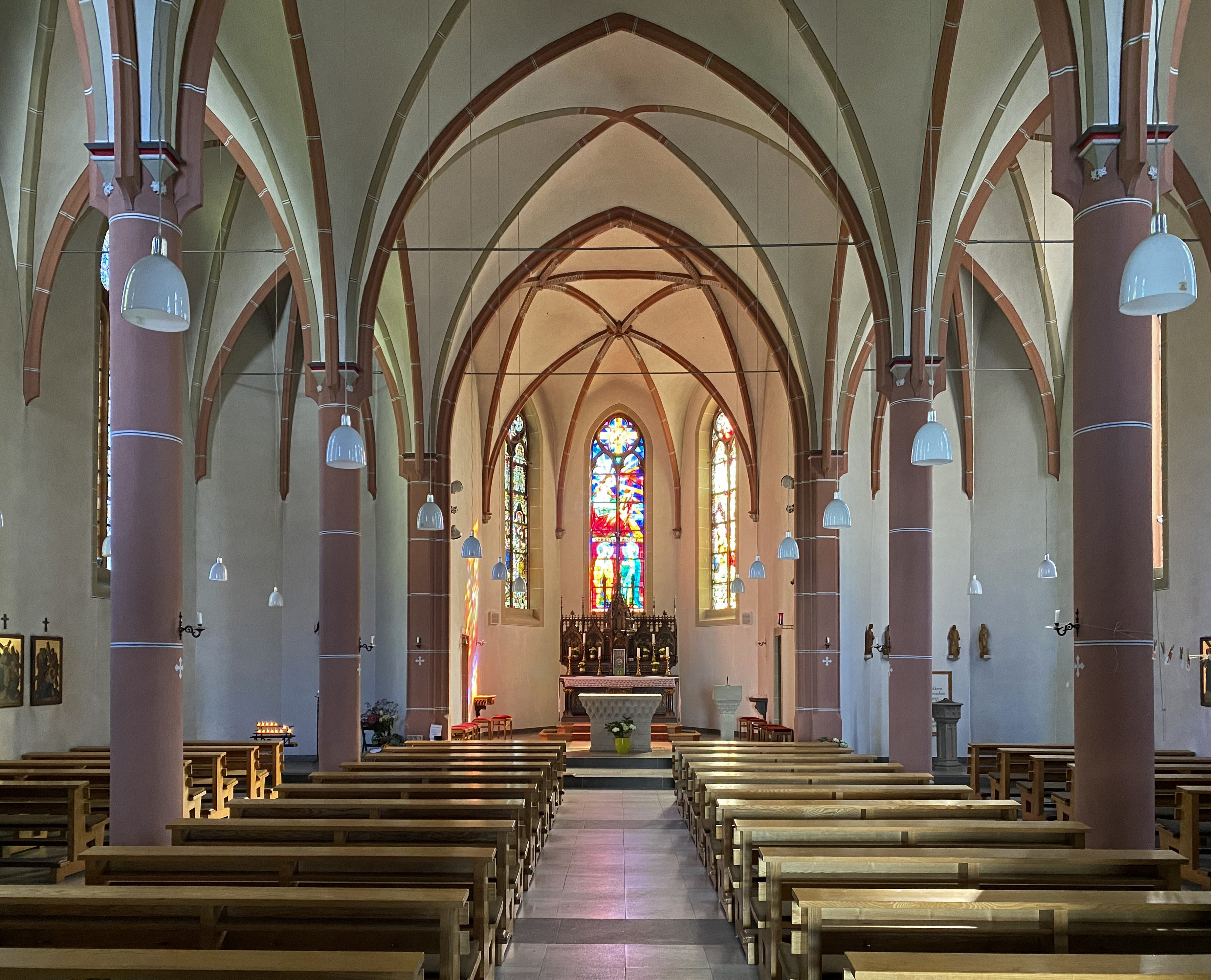
Kirchenschiff
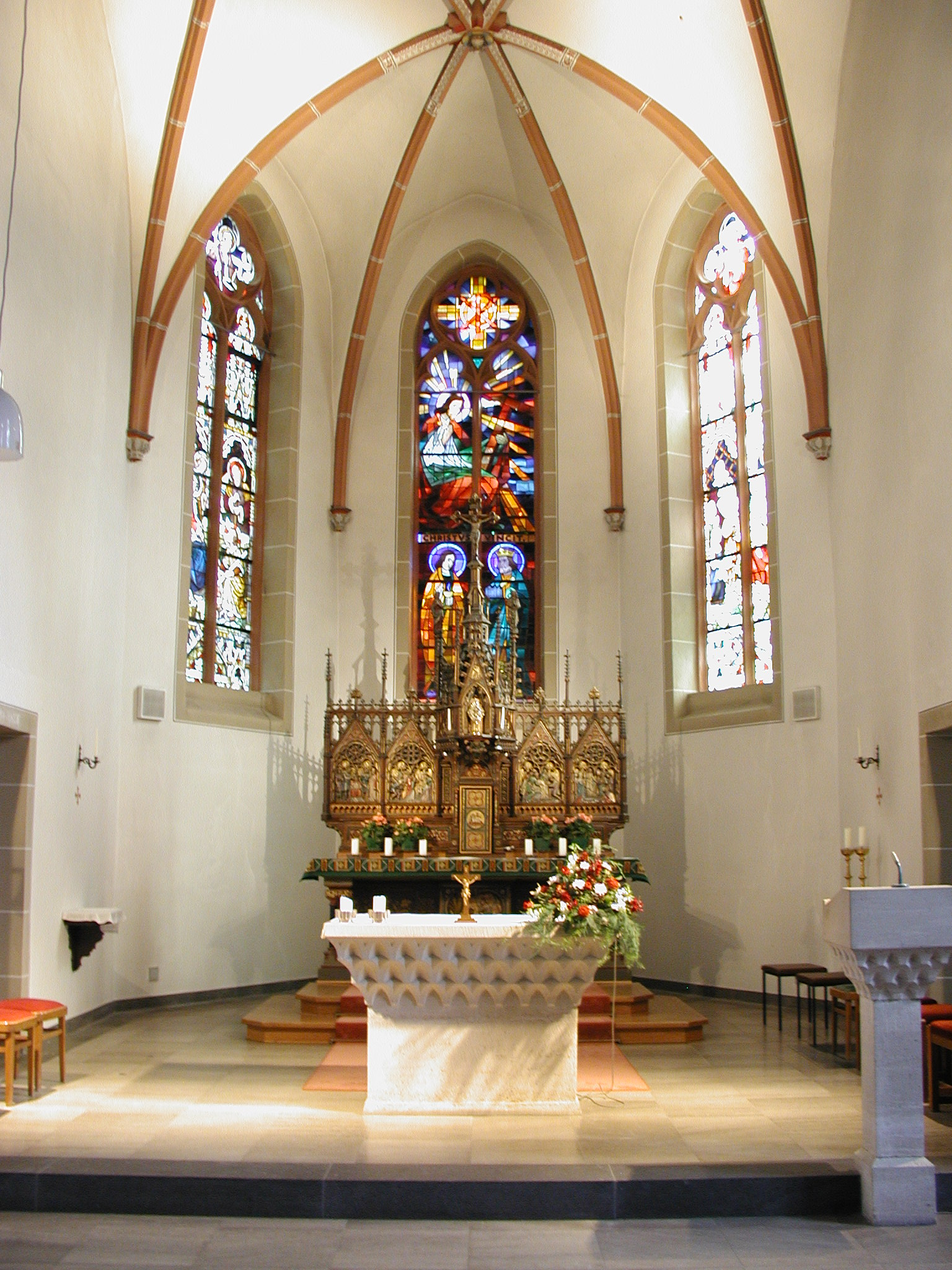
Altar in der Apsis
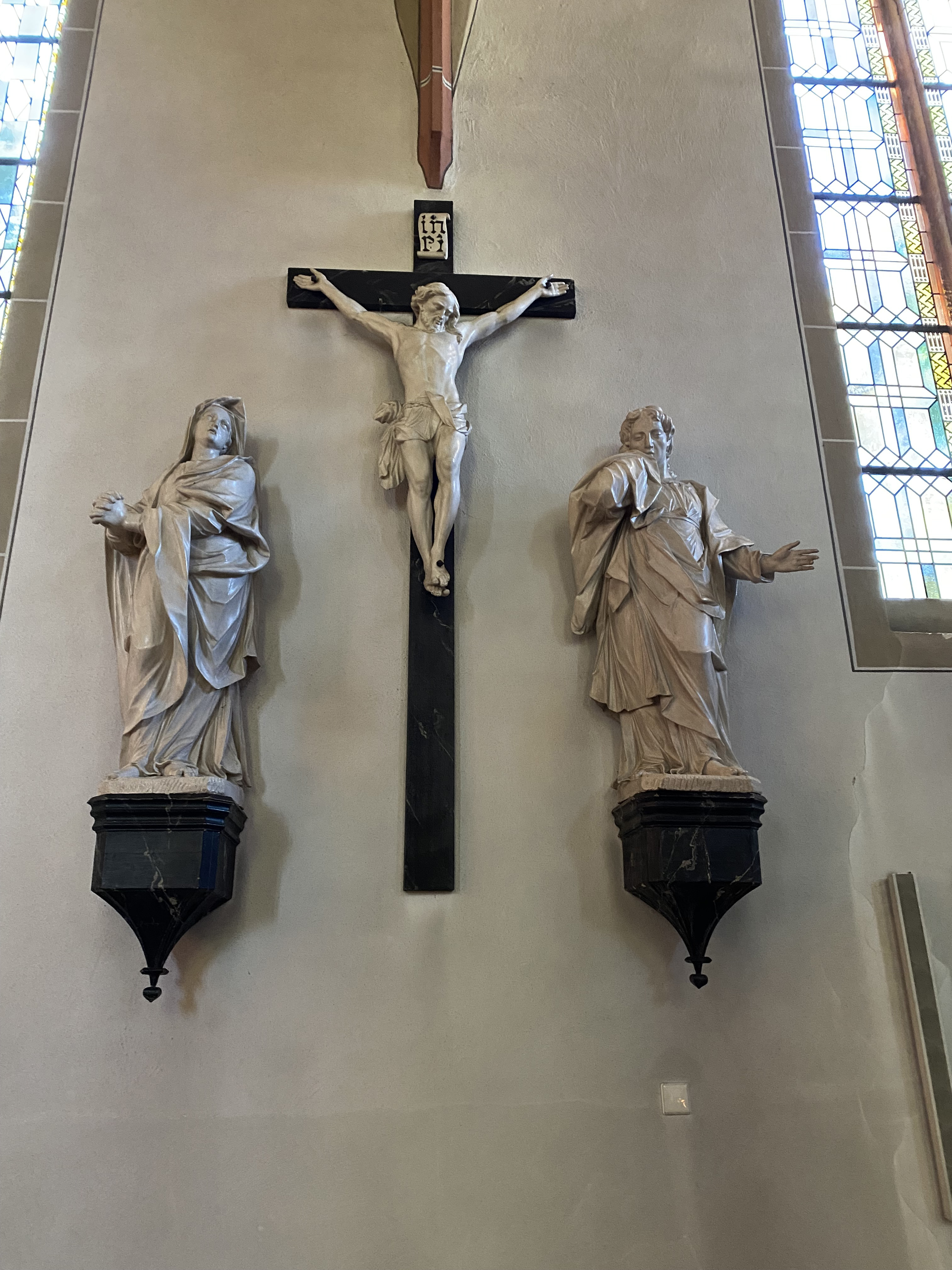
Skulpturengruppe an der Südwestwand
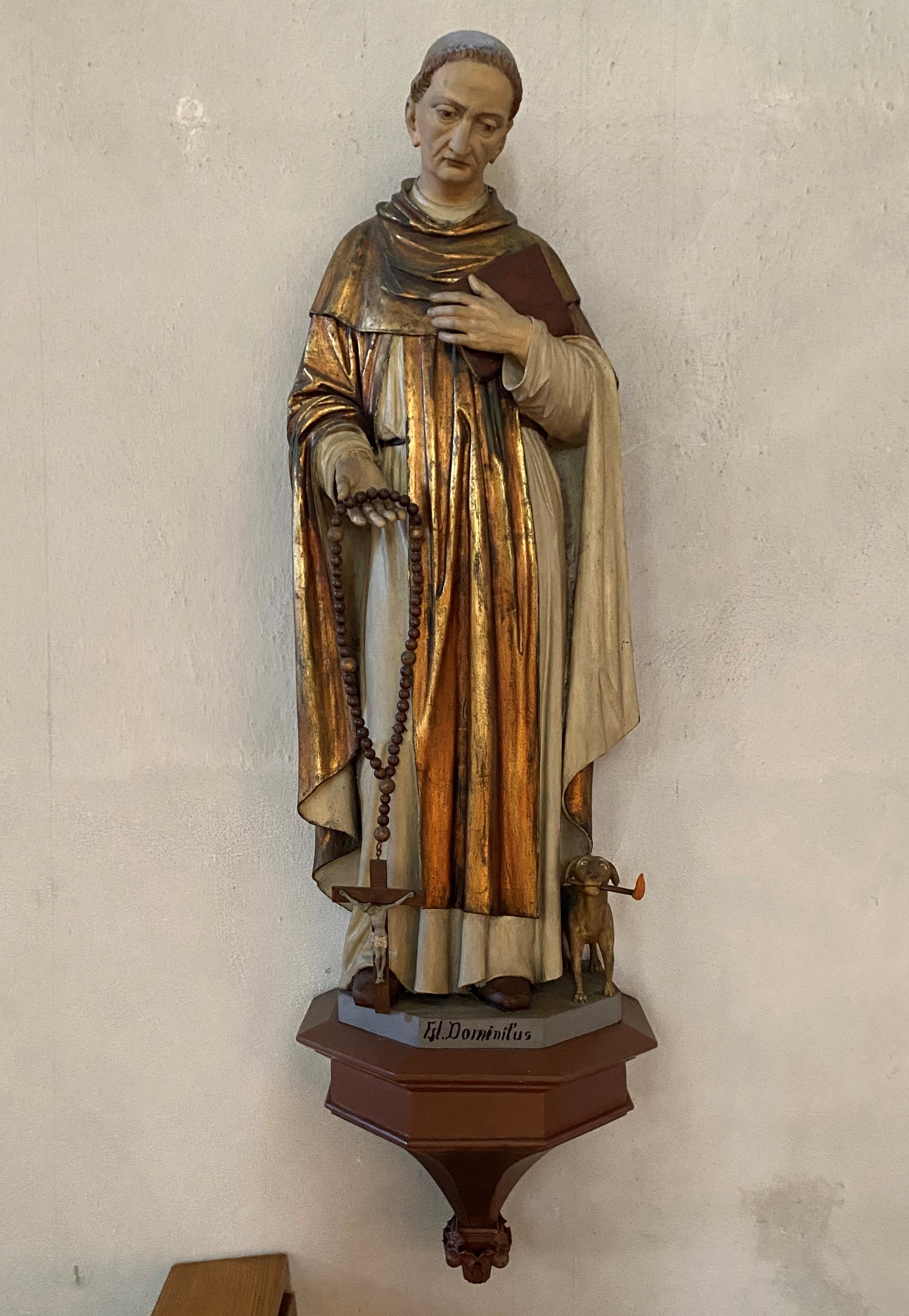
Hl. Dominikus
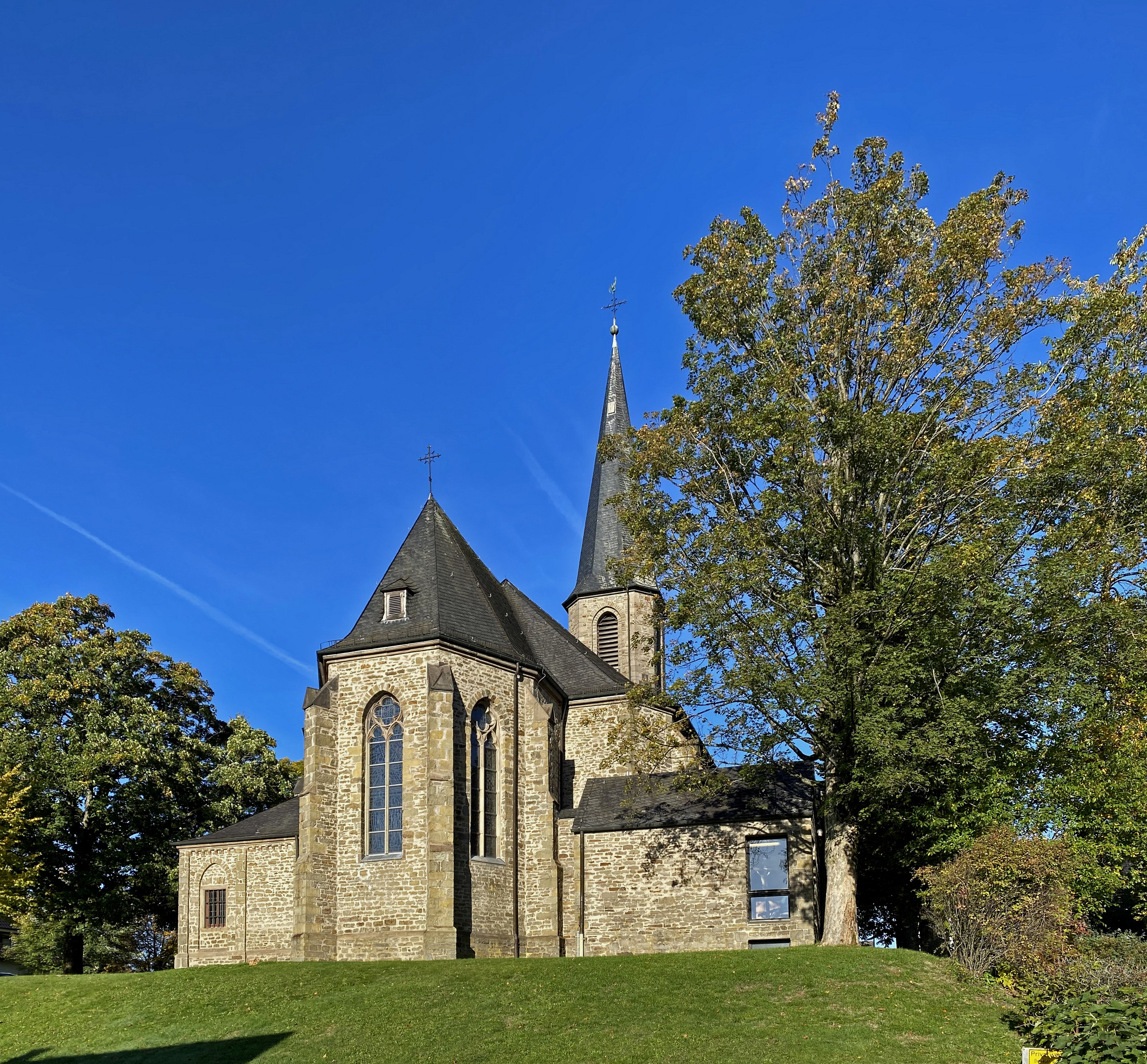
Südost-Ansicht
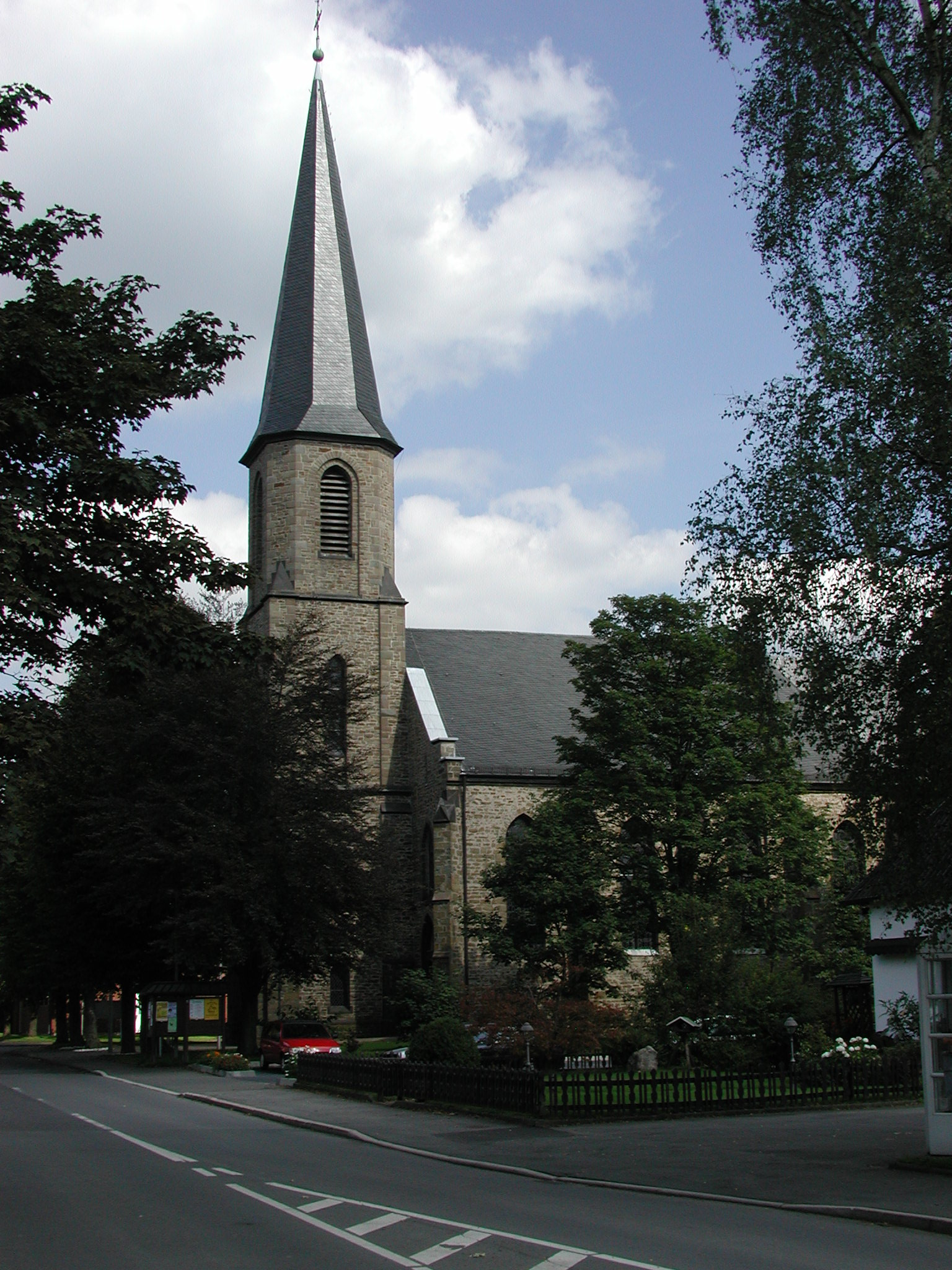
Kirche in Kreuzberg

## Sehenswürdigkeiten und Denkmäler
- Kath. Kirche St. Johannes Apostel und Evangelist
- Pfarrhaus Westfalenstraße 40, im Garten: Gedenkkreuz (1905), Bildstock (1724) und Mauerreste der alten Missionskirche (1723/24)
- Kriegsdenkmal für die Gefallenen und Vermissten beider Weltkriege
- Kreuz am Haus Westfalenstraße 50 (1870)
- Am Kalvarienberg: 14 Bildstöcke
- ehem. Liebfrauenkloster, Westfalenstraße 5, erbaut im Jahr 1926

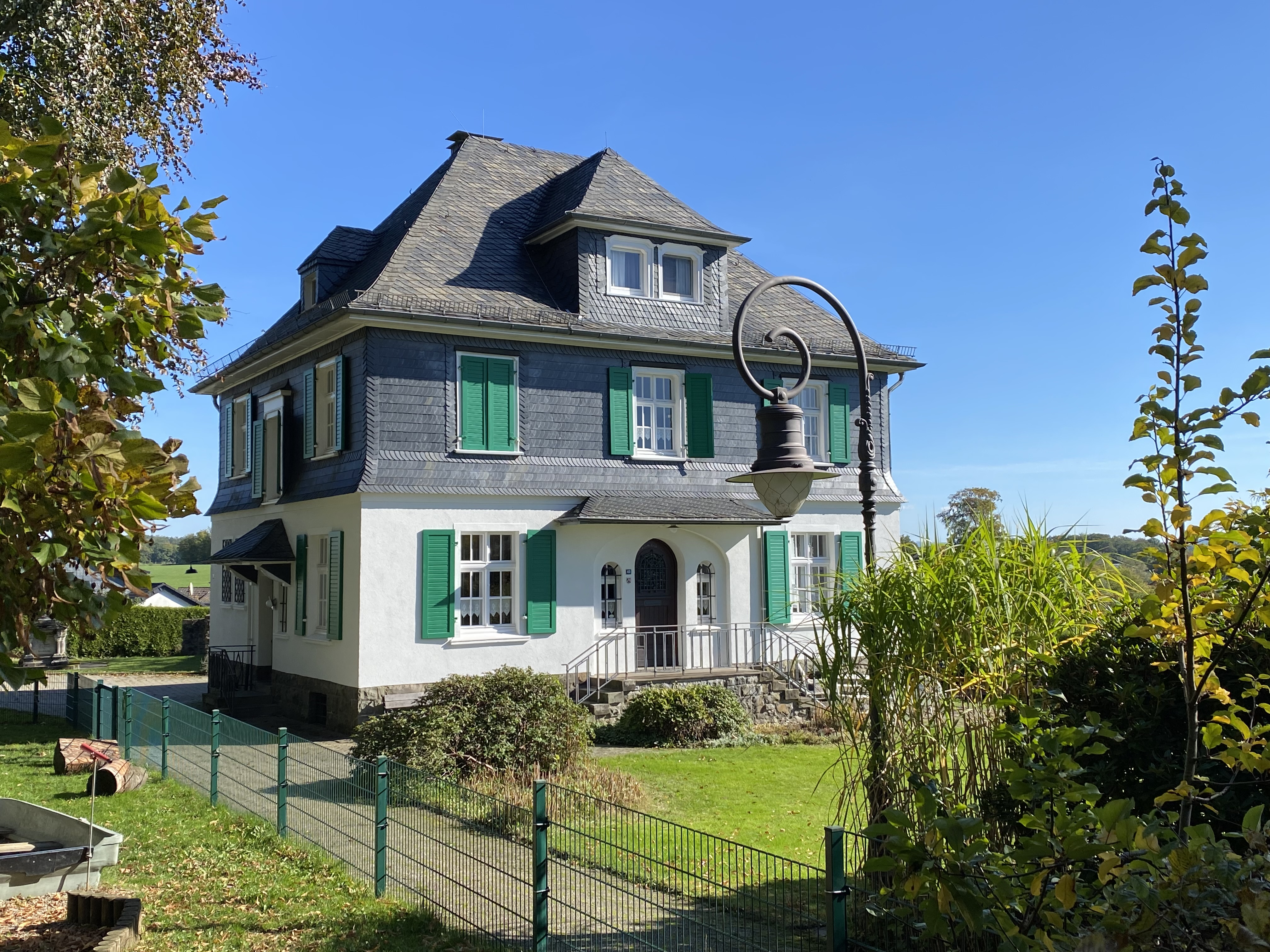
Baudenkmal Pfarrhaus 1913/14
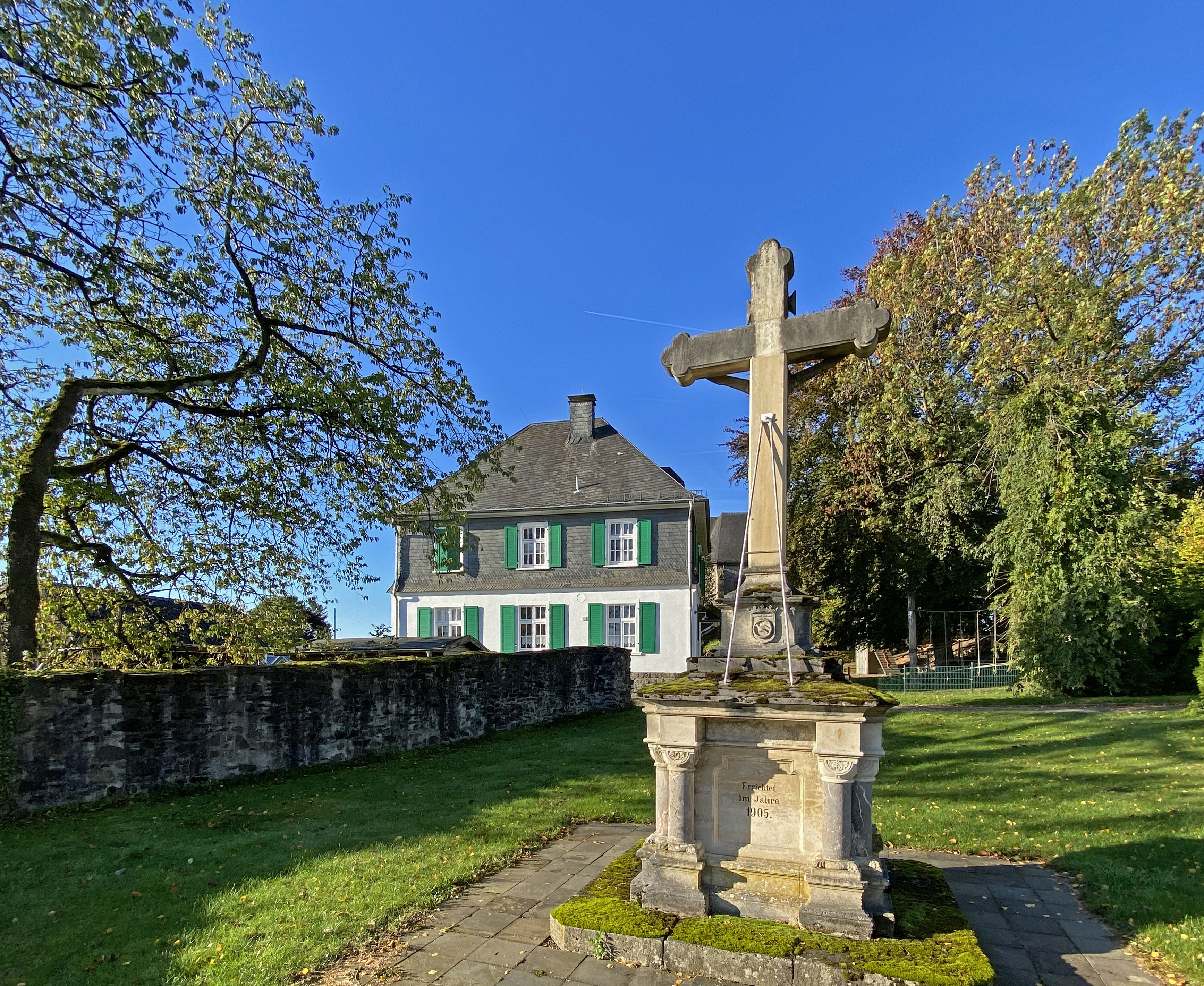
Gedenkkreuz und Mauerreste (links) der alten Missionskirche
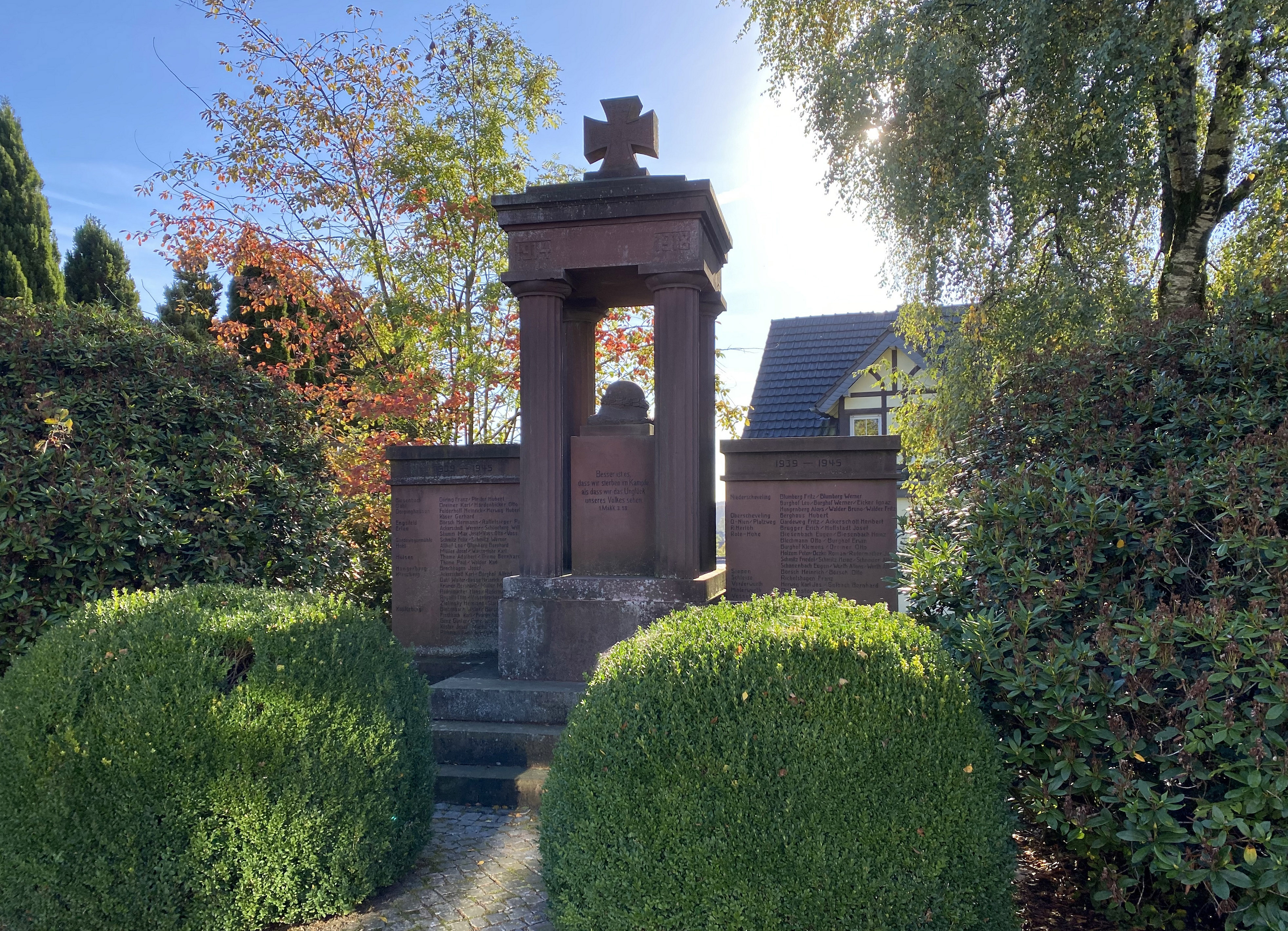
Kriegsdenkmal Westfalenstraße
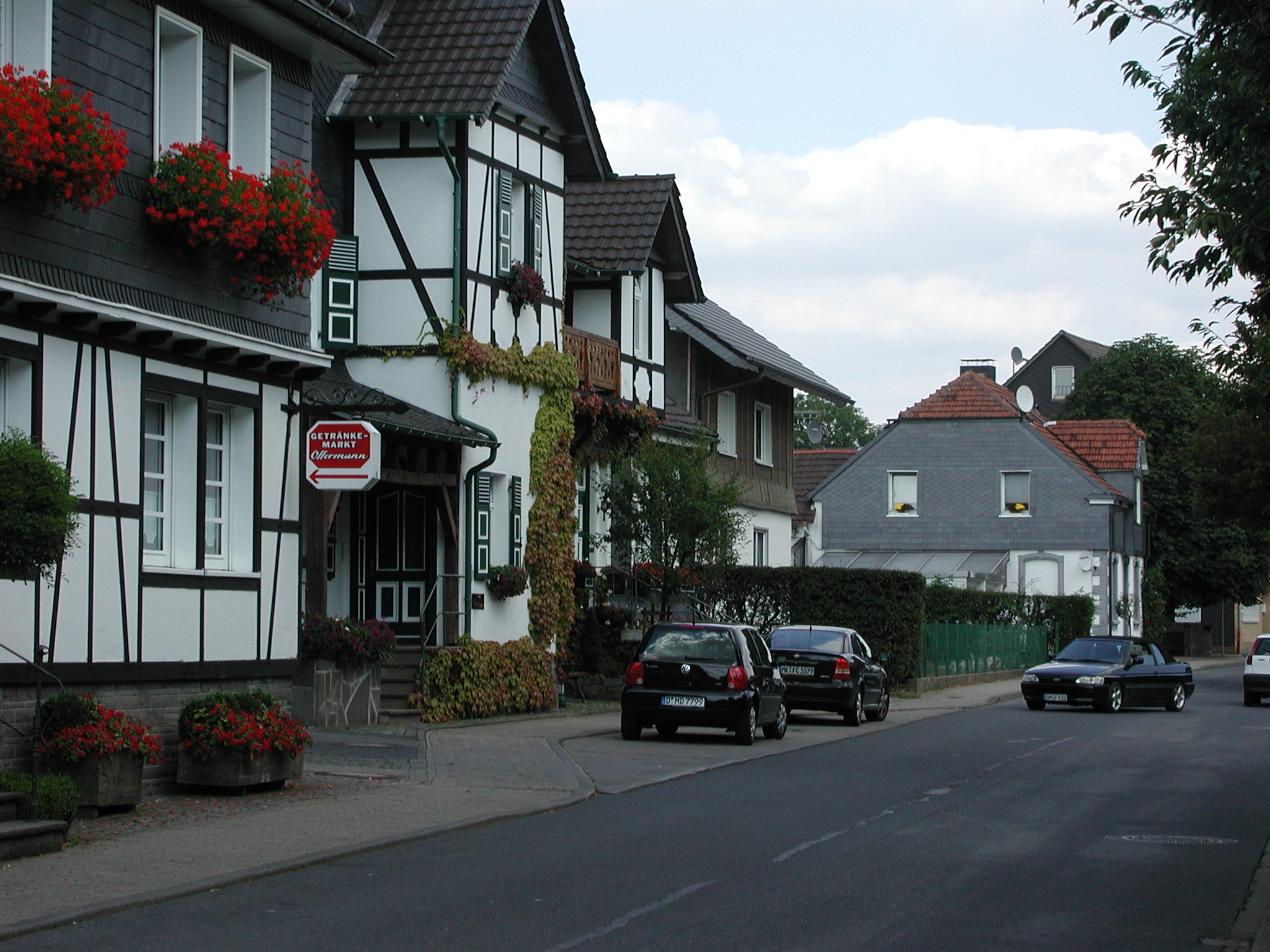
Westfalenstraße
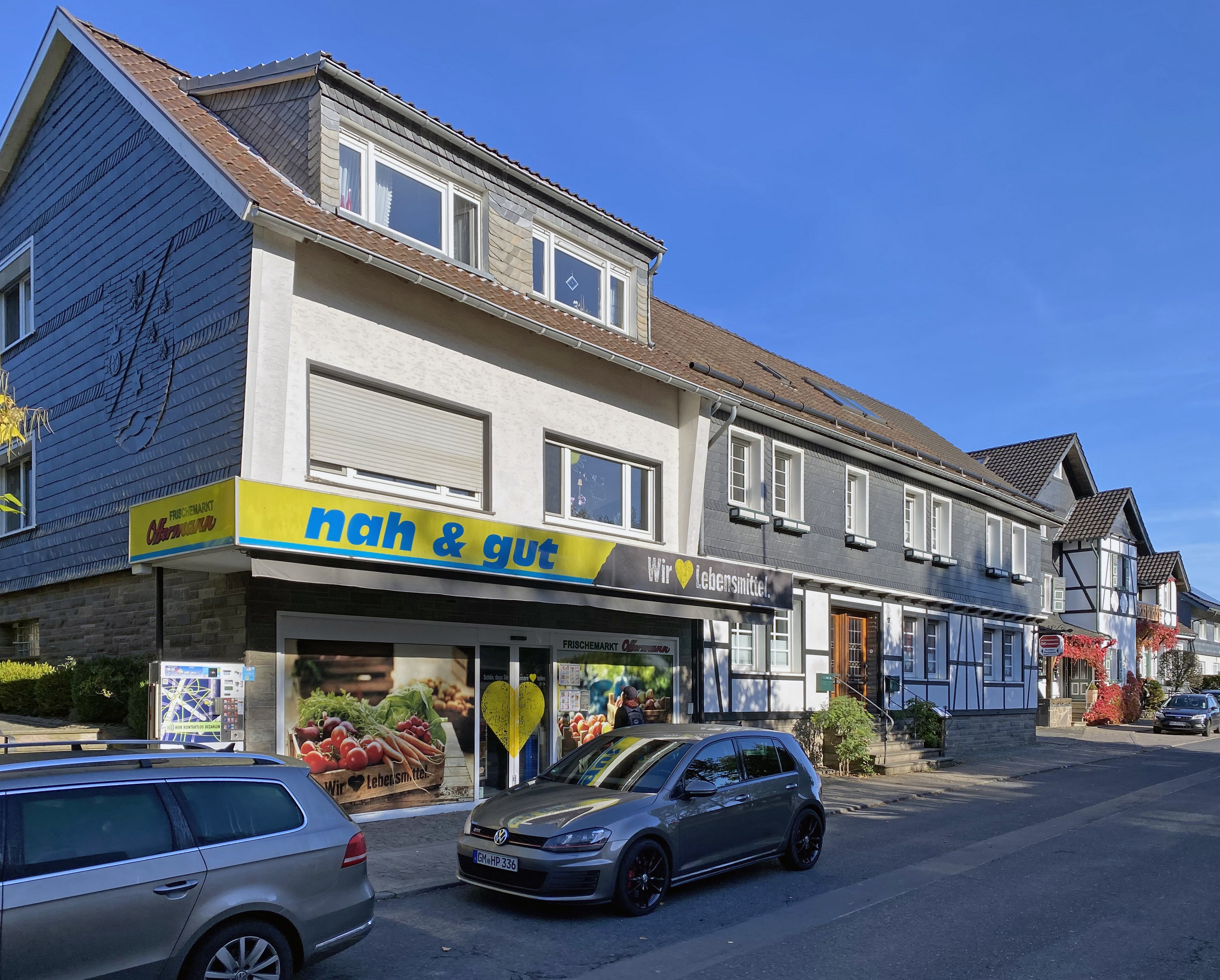
Dorfladen
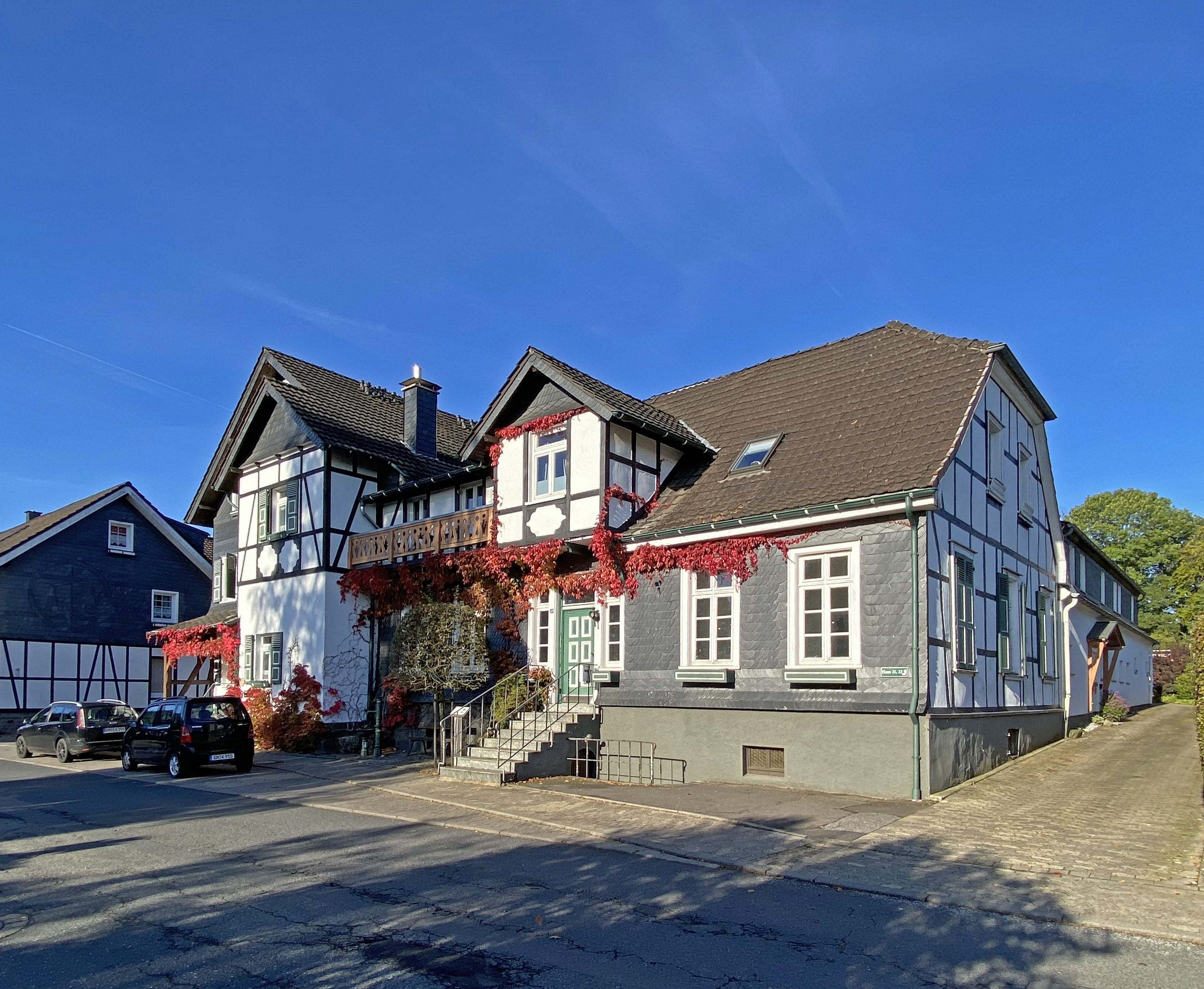
Westfalenstraße
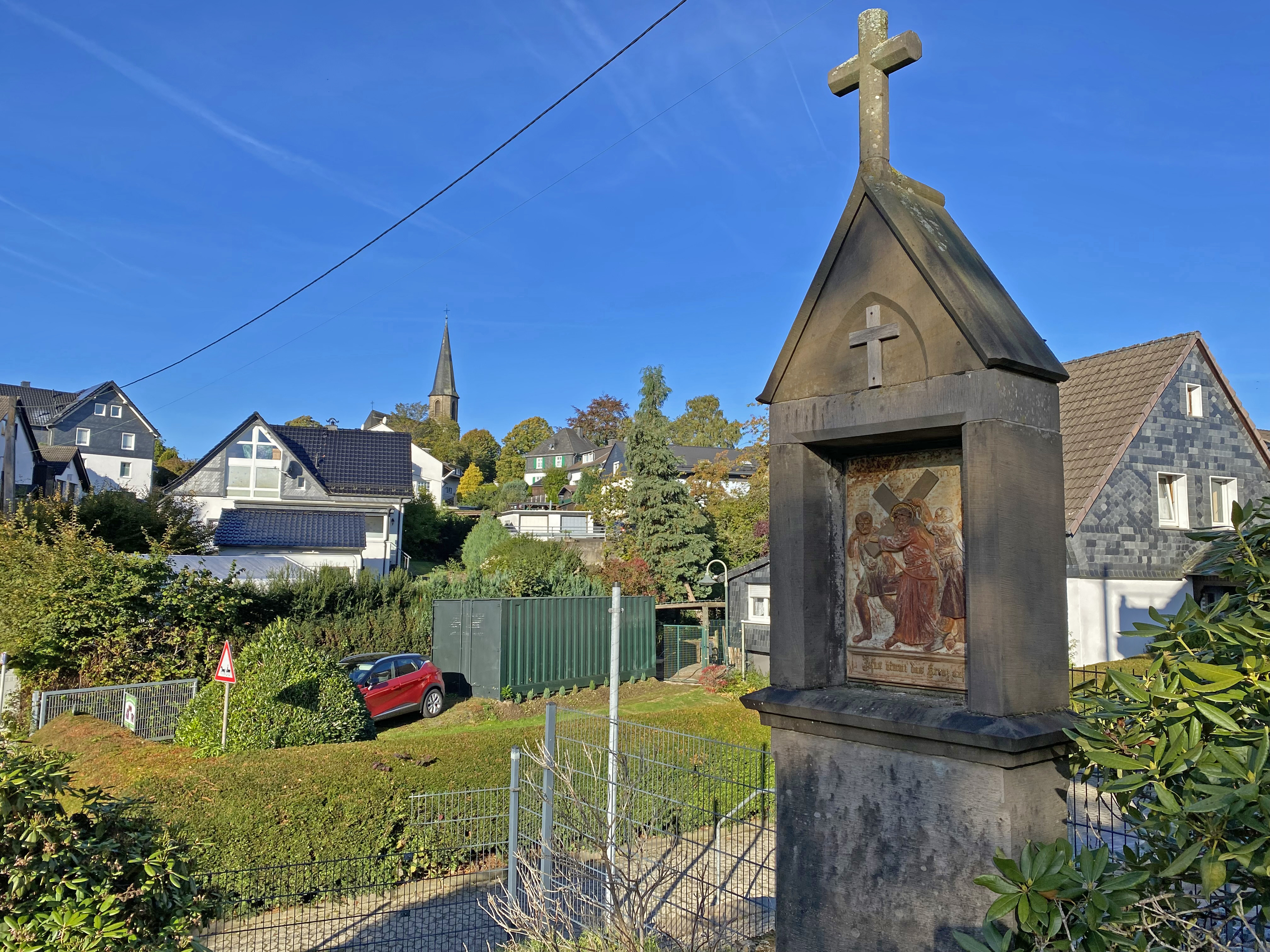
Kalvarienberg mit 14 Bildstöcken (1883)

## Freizeit und Sport

### Wander- und Radwege
In Kreuzberg befindet sich ein Wanderparkplatz, an dem die drei Ortsrundwanderwege A1, A2 und A3 beginnen.
Auf dem Gelände der ehemaligen Grube Danielszug, befindet sich ein 1,5 km langer Themenwanderweg.
Durch den Ort hindurch führt der interregionale Radrundweg Radroute Wasserquintett, ein Projekt im Rahmen der Regionale 2010.

### Vereine
- Brieftaubenverein Kreuzberg (0100)
- Bürgerverein Kreuzberg e. V.
- Karnevalsgesellschaft ROT-WEISS Kreuzberg e. V.
- MGV Kreuzberg 1886 e. V.
- Messdiener Kreuzberg
- Reitverein RTG Silberberghof e. V.
- St. Hubertus-Schützenbruderschaft Kreuzberg e. V.
- Schützenkapelle Kreuzberg
- Taubenzuchtverein
- VfB Kreuzberg e. V.
- Video Club

## Einrichtungen
- Freiwillige Feuerwehr – Löschgruppe Kreuzberg Löschzug II
- Gemeinschaftsgrundschule Kreuzberg

## Kirchliche Einrichtungen
- Kath. Kirche St. Johannes Apostel und Evangelist mit einer Pfarrbücherei
- Kath. Kirchenchor Kreuzberg
- Kath. Arbeitnehmerbewegung Kreuzberg
- Messdiener Kreuzberg

### Busverbindungen
Kreuzberg ist durch die VRS-Buslinie 338 über Kupferberg und Wasserfuhr an Wipperfürth angebunden.